# Harmonikaverband Österreichs
Der Harmonikaverband Österreichs (HVÖ) wurde im Jahr 1963 gegründet und hat seinen Sitz in Wolfsgraben (Niederösterreich). Er sieht seine Aufgaben in der Pflege, Förderung und Verbreitung von Harmonika-Musik. Werner Weibert ist seit 2009 Präsident des Verbands, Herbert Scheibenreif und Leopold Dercsaly sind die beiden Vizepräsidenten. Der Harmonikaverband Österreichs, Gesellschaft zur Förderung der Harmonikamusik, ist bei der Bezirkshauptmannschaft St. Pölten in das Zentrale Vereinsregister (ZVR-Zahl 170903434) eingetragen. Der HVÖ ist Mitglied im internationalen Akkordeonverband „Confédération Internationale des Accordéonistes“ (CIA), im International Music Council (IMC) sowie im Österreichischen Musikrat.

## Geschichte
Der Harmonikaverband Österreichs entstand am 1. Jänner 1963 aus den beiden 1954 unabhängig voneinander gegründeten Verbänden Österreichischer Harmonikaverband (ÖHV) und Akkordeonverband Österreichs (AVÖ).  Karl-Albrecht Majer wurde HVÖ-Präsident, Walter Maurer Redakteur der Verbandszeitschrift „Die Harmonika“. Seit 1995 wird das „Harmonika-Forum“ publiziert, dessen Redaktion Werner Weibert innehat.
Wesentliches Ziel des HVÖ war die Verbesserung der Ausbildung auf dem Akkordeon, indem das Instrument in die Lehrpläne von Musikschulen, Pädagogischen Akademien, Konservatorien, sowie den heutigen Musikuniversitäten aufgenommen wurde. Maurer wurde 1964 an die Akademie für Musik und darstellende Kunst berufen, wo er für das Akkordeon in der Abteilung Musikpädagogik für Elementare Musikerziehung tätig wurde. Heutzutage wird das Akkordeon von  Professoren an der Kunstuniversität Graz, der MUK-Musik und Kunst Privatuniversität der Stadt Wien, sowie allen anderen Privatuniversitäten Österreichs unterrichtet.

## Aktivitäten
Der HVÖ unterstützt die Entwicklung des Akkordeons in Österreich. Anfangs wurde abwechselnd in einem Jahr ein TAG DER HARMONIKA für Orchester und Ensembles und im nächsten ein Solisten- und Duo-Wettbewerb veranstaltet. Im Jahr 2000 wurden die beiden Wettbewerbe zusammengelegt und der HVÖ begann mit nationalen und internationalen Wettbewerben für die Steirische Harmonika. Heutzutage ist das Akkordeon wie alle anderen Instrumente auch beim österreichischen Wettbewerb Prima la musica vertreten.
Christian Höller ist zurzeit Fachvorstand des HVÖ für das Akkordeon, Gottfried Hubmann ist als Fachvorstand hauptverantwortlich für die Steirische Harmonika, Isabella Krapf ist die Fachvorständin für die Mundharmonika.
Der HVÖ ist als Mitglied der Confédération Internationale des Accordéonistes (CIA) auch Mitglied des Internationalen Musikrates (IMC-UNESCO). Karl-Albrecht Majer als Präsident, Walter Maurer als Generalsekretär sowie Herbert Scheibenreif als Propaganda Officer und Vizepräsident wurden in das Exekutivkomitee der CIA berufen. Der HVÖ veranstaltete bereits viermal den internationalen CIA-Wettbewerb „Coupe Mondiale“: Wien (1960), Salzburg (1970), Linz (1983) sowie nochmals Salzburg (2014).